# 非洲三叉蝠屬
非洲三叉蝠屬（学名：Cloeotis），哺乳綱、翼手目、菊頭蝠科的一屬，而與非洲三叉蝠屬（非洲三叉蝠）同科的動物尚有無尾蹄蝠屬（無尾蹄蝠）、蹄蝠屬（三叉蹄蝠）、三葉蹄蝠屬（三葉蹄蝠）、三叉蹄蝠屬（三叉蹄蝠）等之數種哺乳動物。

## 下属物种
- 非洲三叉蝠 (短耳三葉鼻蝠) - Cloeotis percivali (Percival's trident bat)